# Fizibius proprius
Genre
Espèce
Fizibius proprius, unique représentant du genre Fizibius, est une espèce d'opilions laniatores de la famille des Assamiidae.

## Distribution
Cette espèce est endémique du Sud-Kivu au Congo-Kinshasa. Elle se rencontre dans le massif de l'Itombwe.

## Description
Le mâle holotype mesure 2 mm et la femelle paratype 2 mm.

## Publication originale
- Roewer, 1961 : « Opilioniden aus Ost-Congo und Ruanda-Urundi. » Annalen - Koninklijk Museum voor Midden-Afrika - Zoologische wetenschappen, no 95, p. 1–48.